# جاي كريستوفر جيانكارلو
جاي كريستوفر جيانكارلو (بالإنجليزية: J. Christopher Giancarlo)‏ هو محامي أمريكي، ولد في 12 مايو 1959 في جيرسي سيتي في الولايات المتحدة.